# محمود السید
محمود السید (انگلیسی: Mahmoud Al Sayed؛ زادهٔ ۱۰ مهٔ ۱۹۸۵) یک ورزشکار اهل مصر است.